# Sophie Macaire
Pour les articles homonymes, voir Macaire.
Sophie Macaire, aussi appelée Sophie Cyrus, née le 5 septembre 1841 à Mississippi Springs, comté de Hinds, Mississippi, et morte le 1er mars 1918 à Paris 16e, est une photographe française, active dans les années 1860 à Paris, et une artiste lyrique.
Elle est la fille de Louis Cyrus Macaire et la nièce d'Hippolyte Macaire et Jean Victor Warnod, tous trois photographes.

## Biographie

### Jeunesse et famille
Sophie Laurence Marthe Macaire naît en 1841 dans l'État du Mississippi,,. Ses parents, Louis Cyrus Macaire et Marie Éléonore Enselme Martin, se sont mariés en 1836 à Paris,. D'abord artiste peintre et installé 6 quai Pelletier à Paris, Louis Cyrus Macaire s'intéresse dès 1839 à la technique photographique qu'il cherche à améliorer,. L'année suivante, il émigre aux États-Unis avec sa femme pour faire fortune. Il est recensé à Madison, en Alabama, puis voyage en 1841 comme daguerréotypiste itinérant, à travers les États du Sud. C'est ainsi que sa fille Sophie naît au Mississippi. 
En 1843, Macaire s’établit à Montréal, où il propose ses services sous le nom du Dr L. M. Cyrus, « inventeur du procédé pour obtenir les portraits au daguerréotype avec toutes les couleurs naturelles ». Il tient par ailleurs un hôtel « de première classe » sur la place Jacques-Cartier, qui sera incendié en 1849,. Au début des années 1850, Macaire rentre en France et ouvre avec ses frères, Hippolyte Macaire et Jean Victor Macaire dit Warnod, un atelier de daguerréotypie, au Havre, sur la jetée. Après la mort d'Hippolyte, en 1852, Macaire et Warnod déploient ensemble leur activité à Paris, ouvrant un établissement photographique au 3 rue Laffitte, non loin du boulevard des Italiens.

### Carrière
En 1855 et 1856, Sophie Macaire, élève de Mlle Raillard, remporte deux prix de solfège au Conservatoire de musique et de déclamation de Paris,. 
En juin 1860, elle dépose un brevet pour une « encre photographique »,,. Déclarant être artiste lyrique, et résider habituellement au Havre et momentanément à l'hôtel de Normandie, rue d'Amsterdam, elle ouvre en décembre 1860, avec Rosalie Gabrielle Audois, employée de commerce, une société « pour la fabrication par un procédé breveté, et la vente de bains photographiques sous la dénomination d'Encres photographiques ». Mais la société est déclarée nulle peu après.
En 1861, elle poursuit sa carrière de  chanteuse d'opéra-comique au théâtre d'Avignon, sous le nom de Sophie Cyrus ou Cyrus-Macaire : elle joue Rosine dans Le Barbier de Séville, Athénaïs de Solanges dans Les Mousquetaires de la reine, ou encore Eudoxie dans La Juive. Elle rejoint ensuite le théâtre de Toulon,. 
En 1863, domiciliée 45, rue Pigalle, Sophie Macaire s'associe cette fois avec Eugène Alphonse Perrette et un associé anonyme, pour exploiter un atelier de photographie, au 53, rue de La Rochefoucauld, sous la raison sociale Macaire et Cie. En avril 1864, un procès-verbal de défaut est dressé contre Perrette à la requête de Louis Cyrus Macaire, pour procéder à « l'adjudication de son fonds de photographie ». Après ça, Sophie Macaire semble cesser définitivement son activité de photographe.
En 1867, elle intègre comme première chanteuse la toute nouvelle troupe du théâtre Rossini à Paris, qui fait faillite peu après. En 1868-1869, toujours « chanteuse légère », elle se produit au Grand Opéra d'Oran,, avant d'intégrer pour quelques années la troupe du théâtre de l'Athénée,.
Son père Louis Cyrus Macaire meurt le 24 avril 1871 en son domicile du 125, rue Montmartre, en raison d'un problème cardiaque. Survenue pendant la Commune de Paris, sa mort n'est déclarée officiellement que quatre mois plus tard, par son frère Henri Félix.
Sophie Macaire meurt en mars 1918, en son domicile parisien du 29, rue Mirabeau. Sur son acte de décès, elle est dite « artiste lyrique ». Elle est inhumée au cimetière parisien de Bagneux.

## Photographies
(Liste non exhaustive)
- Atelier Sophie Macaire. Nature morte publicitaire, vers 1864, épreuve sur papier albuminé, Paris, Bibliothèque nationale de France, département des Estampes et de la Photographie (cote EO²)

## Rôles à l'opéra
- Le Barbier de Séville, théâtre d'Avignon, 1861 : Rosine[23]
- La Dame blanche, théâtre d'Avignon, 1861[39]
- Guillaume Tell, théâtre d'Avignon, 1861[40]
- Les Mousquetaires de la reine, théâtre d'Avignon, 1861 : Athénaïs de Solanges[24]
- Le Pied de mouton, théâtre d'Avignon, 1861 : Alice[41]
- La Fille du régiment, théâtre d'Avignon, 1861[42]
- La Juive, théâtre d'Avignon, 1862 : Eudoxie[25]
- Le Barbier de Séville, théâtre de Toulon, 1863[27]
- La Dernière Vendette, théâtre Rossini, Paris, 1867[43]
- La Juive, Grand Opéra d'Oran, 1868[32]
- Le Songe d’une nuit d’été, opéra-comique en trois actes d'Ambroise Thomas, Grand Opéra d'Oran, 1868[44]
- Les Deux Billets, opéra-comique en deux actes de Ferdinand Poise, théâtre de l'Athénée, Paris, 1870[34]

## Publications

### Brevets
- Brevet d'invention de quinze ans pour une encre photographique, 5 juin 1860 (INPI, cote 1BB45444)
- Patent for an invention for a substitute for nitrate of silver particularly applicable to photographic purposes, 24 juillet 1860[20] : version anglaise du même brevet, déposé au nom de Louis Cyrus Macaire au Royaume-Uni

## Exposition
- 4 octobre 2015 - 24 janvier 2016. Qui a peur des femmes photographes ? Paris, musée d'Orsay, musée de l'Orangerie .